# ミズノスポーツメントール賞
ミズノスポーツメントール賞は、公益財団法人ミズノスポーツ振興財団・日本スポーツ協会・日本オリンピック委員会の共催によるスポーツ指導者への表彰制度である。
日本スポーツ界において選手の強化・育成ならびに普及・振興に貢献した指導者を顕彰するとともに、指導者の育成を目的として1990年度に制定された。

## 歴代受賞者
| 回 | 年度 | ミズノスポーツメントール賞ゴールド                | ミズノスポーツメントール賞シルバー                                       | ミズノスポーツメントール賞 | ミズノスポーツメントール賞特別賞                             |
| -- | ---- | ------------------------------------------------- | ------------------------------------------------------------------------ | --- | ------------------------------------------------------------ |
| 1  | 1990 | 金子正子（シンクロナイズドスイミング）            | 長田照正（スピードスケート） 鈴木昭（山形県）                            | 菊池淳二（青森県） 石田時郎（バレーボール） 恩田昌史（ホッケー） 後藤博志（馬術） 西田範次（岩手県） 大槻秧司（京都府） 左海伸夫（和歌山県） 大村一男 （大分県） 飯塚十朗（アーチェリー）                                                       |                                                              |
| 2  | 1991 | 宗茂（陸上）                                      | 鳥塚奥見（埼玉県） 上田実（バレー）                                      | 上村春樹（柔道） 金戸俊介（飛込） 木林博一（ボウリング） 長沢宏行（ソフトボール） 尾谷良行（山梨県） 竹内義雄（体操） 戸館福三郎（スキー） 津山カッコ（京都府） 光田緑（愛媛県）                                                                |                                                              |
| 3  | 1992 | 青木剛（競泳） 早坂毅代司・斉藤智治（複合スキー） | 横山隆義（鳥取県） 吉村和郎（柔道）                                      | 木村定光（青森県） 竹内良昭（京都府） 楠征洋（奈良県） 梶谷節夫（島根県） 山里将人（沖縄県） 小出義雄（陸上） 菊間卓（バレーボール） 霜礼次郎（ライフル射撃）                                                                                   |                                                              |
| 4  | 1993 | 垂水区団地スポーツ協会指導者グループ              | 鈴木従道（陸上） 斉藤敏（山形県）                                        | 坂井俊行（スケート） 小嶺忠敏（サッカー） 中津信雄（スキー） 森田淳悟（バレーボール） 光国彰（テニス） 大関堯（青森県） 澤田一夫（奈良県） 木村司（大阪府） 広島日出国（宮崎県）                                                                |                                                              |
| 5  | 1994 | 森清吉（テニス）                                  | 榎原正宣（大阪府） 佐藤信夫（スケート）                                  | 金治義昭（ソフトテニス） 鳴子温泉スキー協会指導者群 （代表 菅原 健一）（宮城県） 船原静江（なぎなた） 島立登志和（山梨県） 津山克典（空手道） 内山茂生（京都府） 杉谷昌保（馬術） 渡部正治（愛媛県） 中村祥吉（ボウリング）                     |                                                              |
| 6  | 1995 | 小野学（スキー）                                  | 武田正男（兵庫県） 宮川千秋（陸上）                                      | 石黒建吉（山梨県） 松澤隆司（サッカー） 松本充雄（長野県） 松山和興（ヨット） 安藤勝廣（愛知県） 西田守（バレーボール） 川本末夫（京都府） 石原正己（島根県）                                                                                   | 小西酒造硬式野球部指導者グループ （代表 榎本敏秋）（伊丹市） |
| 7  | 1996 | 山下泰裕（柔道）                                  | 宮城康次（水泳） 上田幸夫（スポーツ医学）                                | 金哲彦（陸上競技） 鴻池清司（和歌山県） 坂井利郎（テニス） 重永久隆（クレー射撃） 瀧田詔生（千葉県） 戸田三郎（福井県） 西方千春（スキー） 福田濶（京都府） 野村彦忠（奈良県）                                                                  |                                                              |
| 8  | 1997 | 笠谷昌生（スキージャンプ）                        | 岡田保雄（剣道） 山口彦則（体操）                                        | |                                                              |
| 9  | 1998 | 石幡忠雄（スピードスケート）                      | 宇佐美義光（弓道） 安田矩明（棒高跳び）                                  | |                                                              |
| 10 | 1999 | 斉藤仁（柔道）                                    | 阿部周次（カーリング） 高橋雄介（水泳）                                  | |                                                              |
| 11 | 2000 | 櫻井孝次（陸上）                                  | 南喜陽（柔道） 吉尾裕子（カヌー）                                        | |                                                              |
| 12 | 2001 | 富山英明（レスリング）                            | 鈴木秀夫（マラソン） 日蔭暢年（柔道） 田中偉晃（少年スポーツ振興）       | |                                                              |
| 13 | 2002 | 宇津木妙子（ソフトボール）                        | 平井伯昌（水泳） 小田原恒雄（スポーツ振興）                              | |                                                              |
| 14 | 2003 | 高野進（陸上）                                    | 木名瀬重夫（レスリング） 大迫明伸（柔道） 菊川久美子（ソフトボール）     | |                                                              |
| 15 | 2004 | 藤田信之（陸上）                                  | 田中孝夫（水泳） 山口香（柔道） 水野加余子（スポーツ振興）               | |                                                              |
| 16 | 2005 | 鈴木勝彦（静岡県）                                | 今村俊明（スピードスケート） 持田達人（柔道）                            | |                                                              |
| 17 | 2006 | 津山捷泰（空手）                                  | 作馬六郎（卓球） 北野直俊（サッカー）                                    | |                                                              |
| 18 | 2007 | 栄和人（レスリング）                              | 児玉修（アルペン） 門間孝一（スポーツ振興）                              | |                                                              |
| 19 | 2008 | 久世由美子（競泳）                                | 具志堅幸司（体操） 永松孝子（なぎなた）                                  | |                                                              |
| 20 | 2009 | 石森昌治（競泳）                                  | 山下佐知子（陸上競技） 清水繁応（ソフトボール）                          | |                                                              |
| 21 | 2010 | 長光歌子（フィギュアスケート）                    | 畠田好章（体操） 橋爪静夫（バレーボール）                                | |                                                              |
| 22 | 2011 | 室伏重信（ハンマー投げ）                          | 道浦健寿（水泳） 清水仁明（バレーボール）                                | |                                                              |
| 23 | 2012 | 神田忠彦（水泳）                                  | 村上恭和（卓球） 山縣てる子（東京都体育協会）                            | |                                                              |
| 24 | 2013 | 加藤裕之（体操）                                  | 梅原孝之（水泳） 笠原良治（バスケットボール） 藤木弘美（スキー）         | 永山忠幸（陸上競技） 香川政夫（空手） ミキ・フジ・ロイ（カーリング） 杉本恵子（なぎなた） 籠島忠（スポーツドクター） 魚住俊治（）ラグビー 平川信洋（トレーナー）                                                                                |                                                              |
| 25 | 2014 | 横川朝治（スキー）                                | 宇津木麗華（ソフトボール） 河田正英（飛込競技）                          | 高田充（テニス） 白井勝晃（体操） オレグ・マツェイチュク（フェンシング） 白倉賢二（スポーツドクター） 藤巻有久（スポーツドクター） 神保えり子（シンクロナイズドスイミング） 椿知夫（スポーツ少年団認定育成員） 三好忠雄（スポーツ少年団認定員） |                                                              |
| 26 | 2015 | 佐々木則夫（サッカー）                            | 小野里順子（スポーツプログラマー） 山﨑浩子（新体操）                    | 小坂忠広（陸上競技） 大本洋嗣（水泳） 呉光憲（卓球） 金丸雄介（柔道） 小野寺亮二（カーリング） 照沼一美（バレーボール） 蜂谷將史（ラグビー） 内田建也（剣道） 河野邦夫（サッカー） 柚木脩（スポーツドクター）                                   |                                                              |
| 27 | 2016 | 井上康生（柔道）                                  | 増島篤（レスリング） 梅木千賀子（スキー）                                | 加藤健志（水泳） 眞鍋政義（バレーボール） 三宅義行（重量挙げ） 松尾史朗（卓球） 岩本洋（バレーボール） 飯田忠子（バレーボール等） 江崎速雄（陸上競技） 小林優（陸上競技） 山本武司（ソフトボール）                                              |                                                              |
| 28 | 2017 | 結城匡啓（スケート）                              | 土江寛裕（陸上） 小原信幸（ソフトテニス） 満田つもる（ボッチャ等）       | 奥野景介（競泳） 山田耕介（サッカー） 瀬尾京子（体操） 木島明彦（空手） 奈良正人（スキー） 村田久忠（サッカー等） 安倍正弘（サッカー） 菅谷正子（体操等） 西山克子（ソフトテニス）                                                              |                                                              |
| 29 | 2018 | ブライアン・オーサー（フィギュアスケート）        | 今村文男（競歩） 林正岳（陸上競技等）                                    | 藤森善弘（水泳） 丸山章子（体操） 細野茂之（馬術） 吉田一祐（トライアスロン） 今井美子（健康体操等） 大村邦英（陸上競技） 山田かづき（卓球） 森下さと子（バドミントン） 亀山幹生（剣道） 荒木雅信（アイススレッジホッケー等）                   |                                                              |
| 30 | 2019 | 鈴木陽二（水泳）                                  | 武冨豊（陸上） 佐々木美行（スケート） 三枝啓已（車いすバスケットボール） | 永井祐司（ホッケー） 木村典代（卓球） 菅原智恵子（フェンシング） 永島宏泰（クレー射撃） 小澤秀樹（陸上競技等） 藤原三郎（スポーツ全般） 梅景康裕（野球等） 藤井久美（剣道） 釜辰信（空手道）                                                    |                                                              |

- 新型コロナウイルス感染症の世界的流行を受けて2020年は発表・授賞式を行わず、2021年に順延して実施する予定[8]。